# Pegopus leptomerus
Pegopus leptomerus är en stekelart som beskrevs av Graham 1969. Pegopus leptomerus ingår i släktet Pegopus och familjen puppglanssteklar.
Artens utbredningsområde är:
- Tjeckien.
- Sverige.

Arten är reproducerande i Sverige. Inga underarter finns listade i Catalogue of Life.